# Родстер

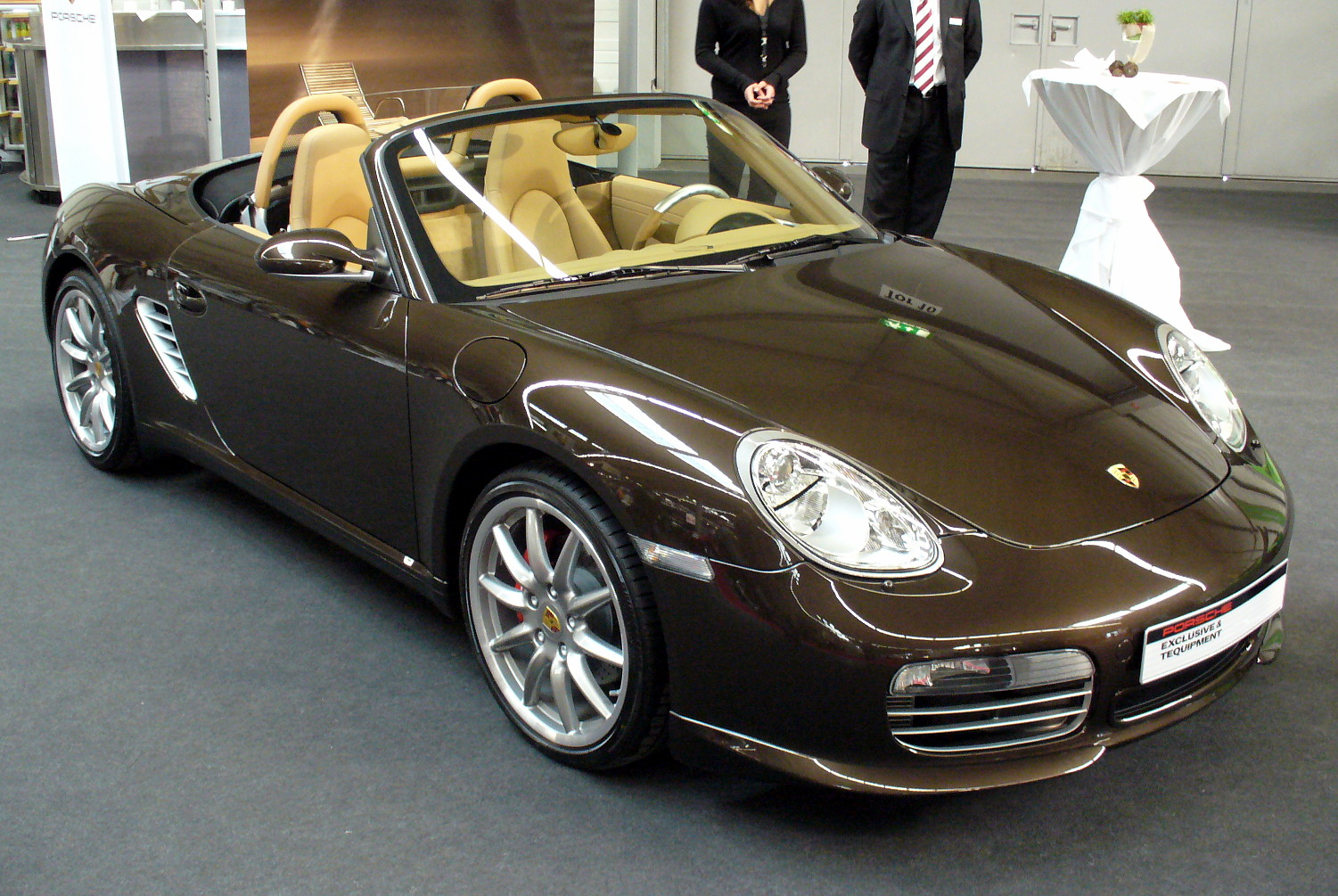
Porsche Boxster S

Ро́дстер (англ. roadster), спайдер — двухместный автомобиль с мягкой или жёсткой съёмной крышей. Автомобиль с открытым верхом и без боковых стёкол классифицируется как спидстер, а автомобиль с открытым или частично открываемым верхом с числом мест более двух, выполненный на базе дорожных моделей, — как кабриолет.
На современном автомобильном рынке родстер — это, скорее, ниша рынка, чем чёткие инженерные рамки и определения. Термин часто используется просто как коммерческое название двухдверного двухместного кабриолета.
До Второй мировой войны, однако, под родстером понимался вполне конкретный тип кузова: открытый автомобиль с одним рядом полноразмерных сидений, над которыми можно было поднять тент, и, как правило, дополнительным откидным сиденьем для «случайных» пассажиров, расположенным позади основного (в русском языке для него принято название «тёщино место», в англ. — rumble seat), не имеющий боковых стёкол (вместо них пристёгивалась брезентовая шторка со вшитыми целлулоидными или плёночными окошками). Какой-либо особой спортивности этот тип кузова в те годы в целом не предполагал, более того, в Америке двадцатых и первой половины тридцатых годов родстеры присутствовали в модельном ряду практически всех массовых марок легковых автомобилей в качестве наиболее бюджетного варианта — в качестве примера можно назвать родстеры на базе Ford T и Ford A, на которые приходилась весьма значительная часть выпуска этих моделей. В США последний такой «классический» родстер на платформе полноразмерного седана выпускался «Крайслером» на рубеже сороковых и пятидесятых годов — Dodge Wayfarer Sportabout, он уже имел съёмные (не опускные) боковые стекла дверей вместо гибких шторок.
Таким образом, классический родстер соотносился с классическим купе-кабриолетом (Convertible Coupé) примерно так же, как классический фаэтон c четырёхдверным кабриолетом (он же кабриоседан, Convertible Sedan).
Именно от слова «родстер» в этом значении по одной из версий происходит слово hot rod, так как большинство первых хотродов были именно переделанными старыми родстерами, которые отличались наименьшей по сравнению с остальными типами кузовов массой и в послевоенные годы стоили очень дёшево ввиду своей непрактичности, из-за чего часто попадали в руки роддеров.
В американской автоспортивной среде родстером называется разновидность автомобиля с открытыми колесами — переднемоторная или даже с двигателем справа от гонщика, используемая в гонках на овальных трассах. С распространением заднемоторной схемы с двигателем позади гонщика сократилось и употребление термина, сохранившееся лишь для машин, выступающих в гонках на грунтовых овалах.

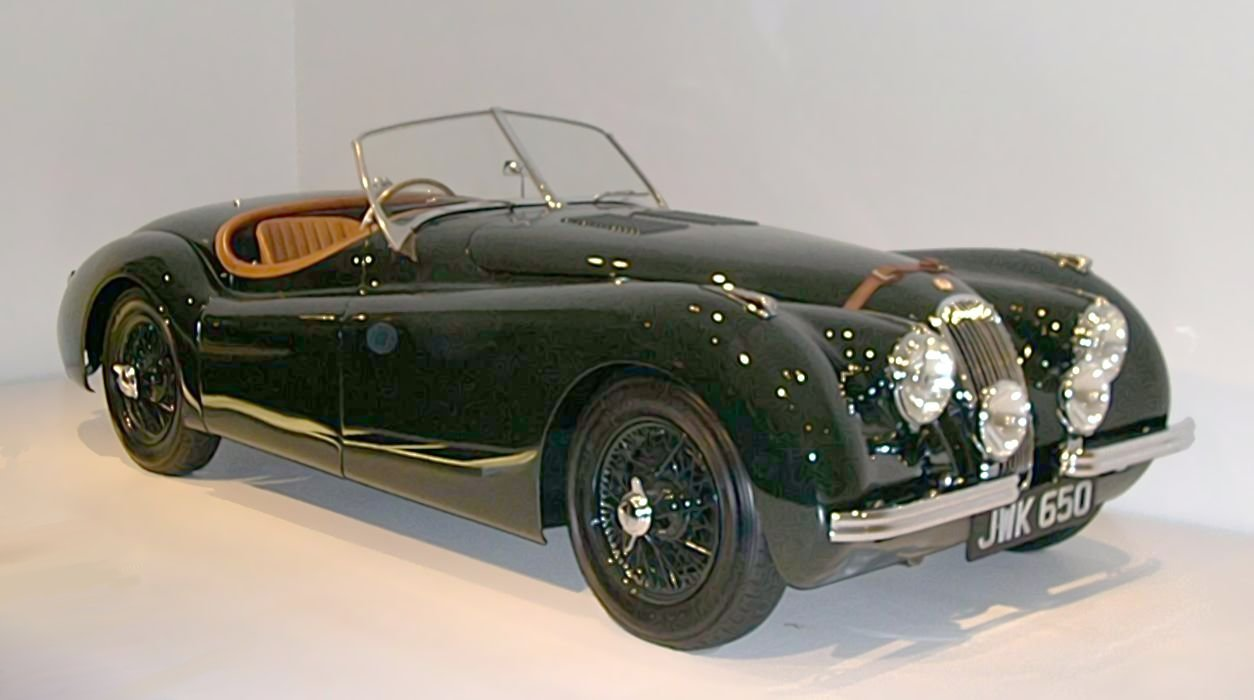
Родстер (спайдер) Jaguar XK120 (1950)
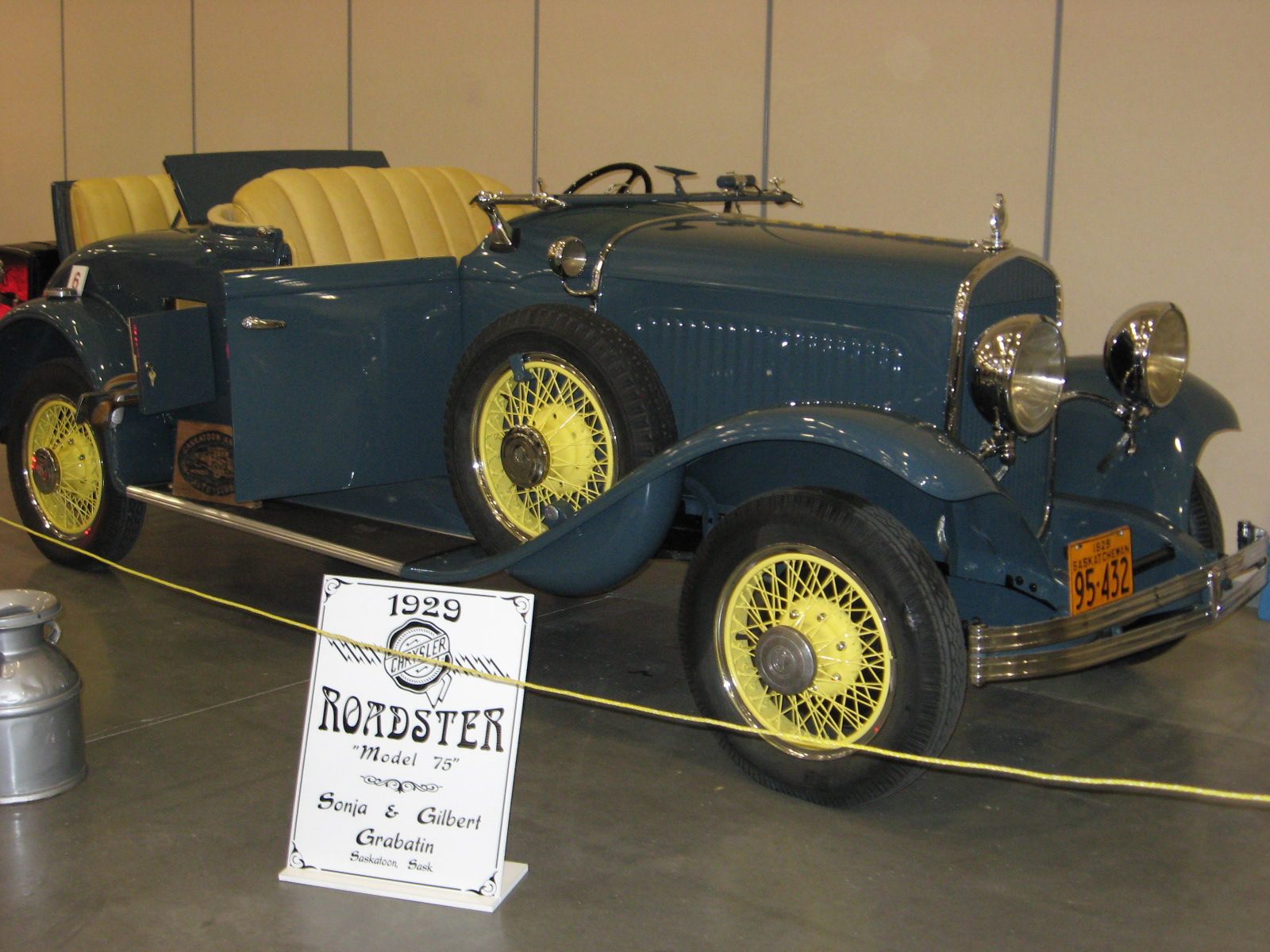
Chrysler Модель-75
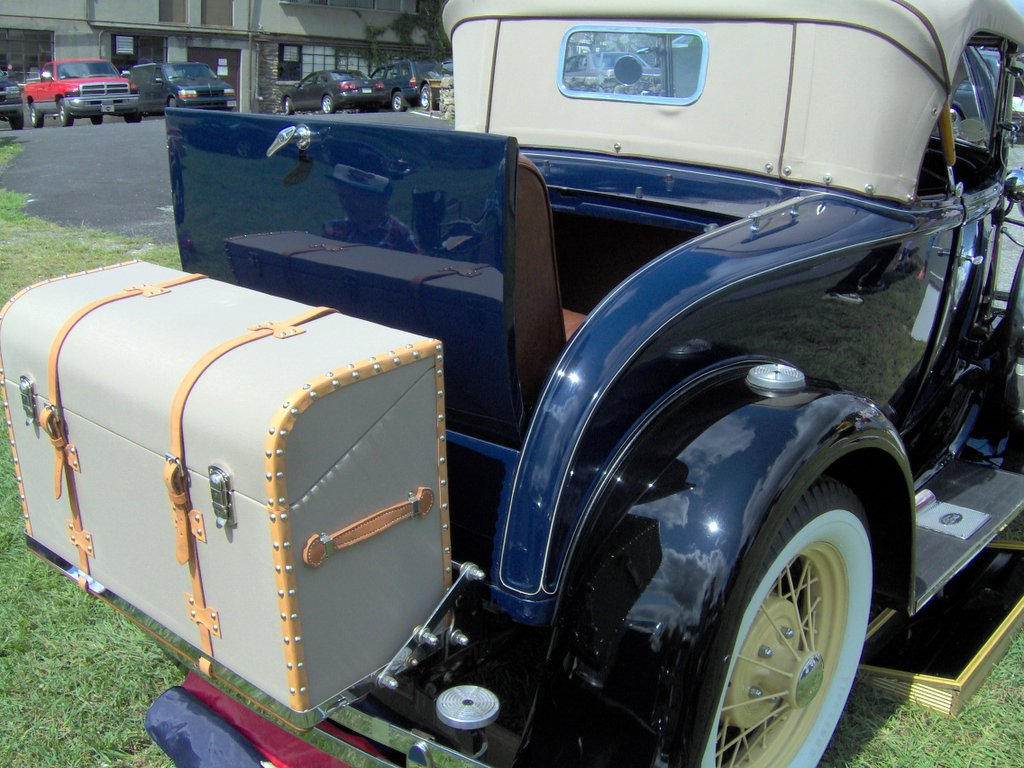
Ford Модель A родстер (вид сзади)
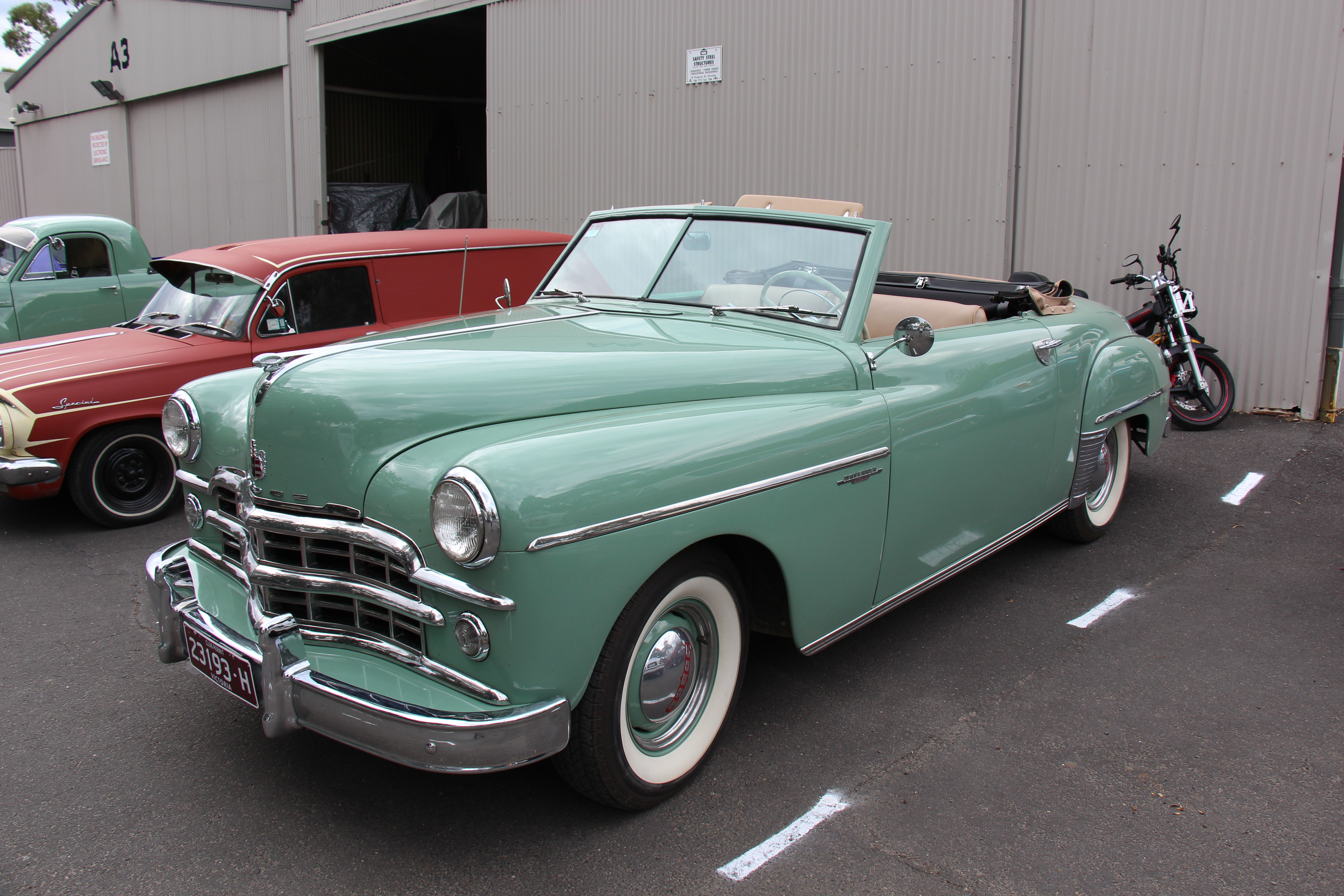
Родстер Dodge Wayfarer Sportabout модели 1949 года

## Современные родстеры
Многие современные автопроизводители в своём модельном ряду также выпускают автомобили в кузове родстер. Например, Alfa Romeo Spider, Mazda MX-5, Fiat 124 Spider, Smart Roadster, BMW Z4, Lotus Elise, Mercedes-Benz SLC-класс, Mercedes-Benz SL-класс, Porsche Boxster, Tesla Roadster и другие.
Часто производители выпускают родстеры как модификацию модели в кузове купе. Например, Bugatti Veyron Grand Sport, Audi TT Roadster, Lamborghini Gallardo Spyder, Mercedes-Benz CLK GTR Roadster, Mercedes-AMG GTC, Pagani Zonda Roadster, Nissan 370Z Roadster и другие.